# Psi zaprzęg

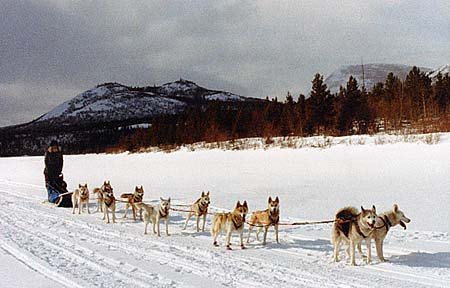
Zaprzęg 10 psów rasy husky.

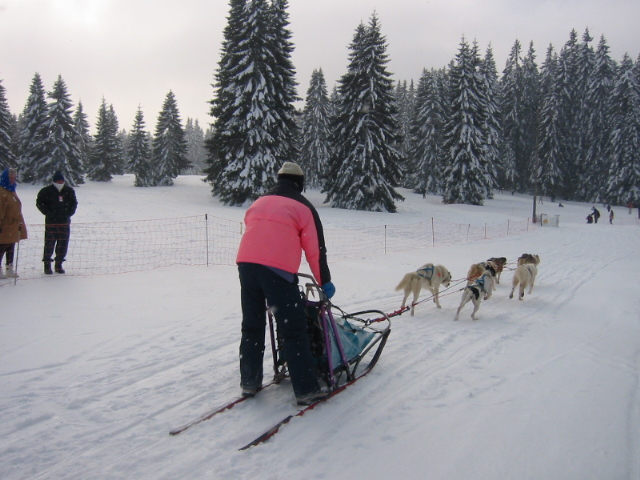
6 psów husky w zaprzęgu sań.

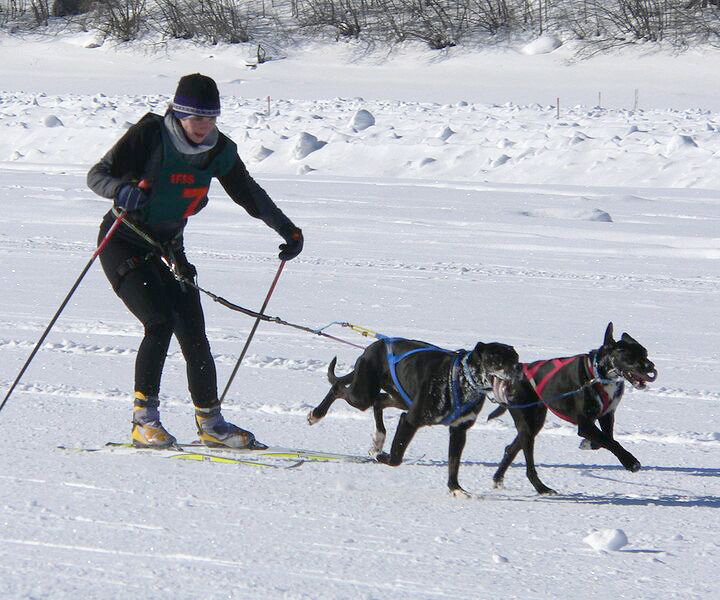
Skijöring za psim zaprzęgiem, zawody w Jukonie, 2005.

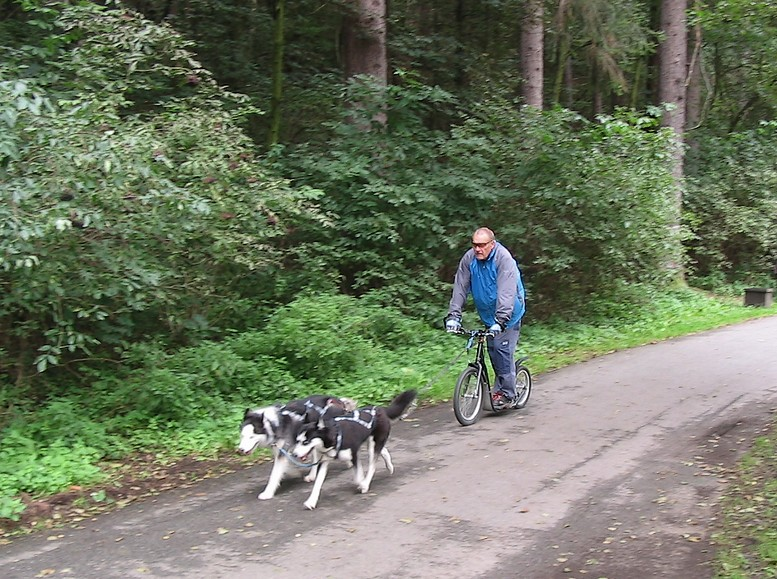
Husky ciągnące hulajnogę (Kickbike).

Psi zaprzęg – sposób poruszania pojazdu zaprzęgowego, najczęściej sań na śniegu, ale także (w warunkach bezśnieżnych), np. lekkiego wózka (powozu) przez zespół – od jednego do kilkunastu – psów. Liczba psów zależy od ich wielkości i siły, od ciężaru ciągnionego pojazdu, od długości trasy i od pofałdowania terenu. 
W przeszłości użycie psich zaprzęgów było najlepiej sprawdzającym się sposobem przewozu ludzi i wyposażenia na trasach syberyjskich, alaskańskich, arktycznych i antarktycznych ze względu na znaczną odporność psów na surowe warunki klimatyczne oraz stosunkowo niezbyt wielkie ich wymagania, połączone ze zdyscyplinowaniem tych zwierząt. Na Czukotce psie zaprzęgi wykorzystywano np. do transportu pasażerów i przesyłek pocztowych; są doniesienia, iż tamtejsze zaprzęgi liczące 20 psów potrafiły podobno przebyć w ciągu 6 godzin odległość 120 km i ciągnąć ciężar o masie około 600 kg. 
Prócz zastosowań transportowych (skąd wypierane są przez różnego rodzaju pojazdy silnikowe, np. sanie motorowe), psie zaprzęgi wykorzystywane są w sporcie i w rekreacji. W tych przypadkach zadaniem zaprzęgu jest ciągnięcie pojazdu przewożącego pojedynczego człowieka (sanie lub wózek), albo – jak w skijöringu – ciągnięcie narciarza lub w bikejoringu – ciągnięcie kolarza. Psie zaprzęgi potrafią osiągać na zawodach średnie prędkości ponad 30 km/h, a maksymalnie do 50 km/h. 
Rasami psów wykorzystywanych w psich zaprzęgach są – obok husky syberyjskich, wywodzących się z Jakucji i Czukotki – alaskan malamute i husky, japońskie psy rasy akita, psy grenlandzkie, samojedy i kilka innych, a także popularne ostatnio i najszybsze w sporcie psich zaprzęgów mieszanki eurodogi i greystery, czyli mieszanki psów myśliwskich i chartów.

## Pozycje psów w zaprzęgu
- Lead – jest to pies biegnący na przedzie zaprzęgu. Najlepiej nadaje się na to miejsce pies spokojny, inteligentny i posłuszny. Powinien mieć w sobie duży zapał. Dobry lider potrafi rozpoznać zagrożenie dla zespołu (np. cienki lód).
- Swing – to pies biegnący za liderem. Jest to dobra pozycja dla psa który w przyszłości ma zostać liderem.
- Team – pozycja dla reszty zespołu. Psy na tej pozycji są umieszczone między pozycjami Swing a Wheel. To dobra pozycja dla początkujących i młodych psów.
- Wheel – pies biegnący z tyłu zaprzęgu, bezpośrednio przed saniami lub wózkiem; na tej pozycji biegną najsilniejsze psy. Biorą one na siebie największy ciężar.

## Podstawowe komendy
Część maszerów używa specjalnych komend. Niektóre z nich to np.:
- Go lub Marsz, częściej Haik – naprzód
- Whoa (whuuu) – stój
- Gee – prawo
- Haw – lewo

Ale są też komendy bardziej skomplikowane, np:
- Hoooo – wolniej.